# Просто вопрос любви
«Просто вопрос любви» (фр. Juste une question d'amour, англ. Just a Question of Love) — телевизионный фильм сценариста и режиссёра Кристиана Фора, романтическая история любви двух парней: Лорана (Сирилл Тувенэн) и Седрика (Стефан Герен-Тилли). Премьера фильма состоялась на телеканале «France 2».

## Сюжет
Лоран намерен всю жизнь скрывать от своих родителей, что он гей. Для этого у него есть все основания: его двоюродный брат Марк тоже был гомосексуалом. Из-за этого семья отвергла парня, и когда тот умирал от гепатита, никто из родственников не пришёл в больницу проститься с ним. Лорану долго удавалось скрывать правду, и он смог убедить родителей в том, что у него есть девушка. Его двойная жизнь продолжалась бы и дальше, если бы на практике в сельскохозяйственной академии Лорана не прикрепили к наставнику по имени Седрик. Парни влюбляются, но есть одна проблема: Седрик — открытый гей, и свою гомосексуальность ни от кого не скрывает. Постепенно его начинает раздражать поведение и скрытность Лорана.
Ситуацию усугубляет то, что мать Седрика сообщает родителям Лорана, что их сын гей. Страсти постепенно накаляются.

## В ролях
- Сирилл Тувенэн — Лоран Мурье
- Стефан Герен-Тилье[фр.] — Седрик Мартен
- Эва Дарлан[фр.] — Эмма Мартен
- Жан-Пьерр Валер — Джордж
- Каролайн Вейт[фр.] — Кароль
- Лоуренс Сезар — Мартин

## Дополнительные факты
- Слоган фильма — «Мы действительно любим наших детей, как это утверждаем?» (фр. Est-ce qu'on aime vraiment nos enfants autant qu'on le prétend?).